# Kalau (Vavaʻu)
Kalau ist eine kleine unbewohnte Insel in der tonganischen Inselgruppe Vavaʻu.

## Geographie
Kalau ist eine der westlichsten Inseln im Archipel Vavaʻu. Sie bildet die Verlängerung der Insel Hunga nach Süden, wo sie mit der Schwesterinsel Fofoa eine kleine Lagune bildet, in der die Inseln Valetoamamaha und Valetoakakau liegen. Kalau schließt die Lagune zum offenen Meer nach Westen ab.

## Klima
Das Klima ist tropisch heiß, wird jedoch von ständig wehenden Winden gemäßigt. Ebenso wie die anderen Inseln der Vavaʻu-Gruppe wird Kalau gelegentlich von Zyklonen heimgesucht.